# Wapen van Bazel

Het wapen van Bazel

Het wapen van Bazel werd aan de toenmalige Oost-Vlaamse gemeente Bazel toegekend bij KB van 15 juni 1853. Sinds Rupelmonde in 1976 met de gemeente Kruibeke fuseerde, heeft het wapen geen officiële status meer. Een vertaling van de blazoenering uit 1853 luidt als volgt:

Achtergrond van lazuur met twee gouden sleutels, afgewend en in schuinkruis geplaatst, in de punt vergezeld van een raap in natuurkleur.

## Symboliek van het wapen
De twee sleutels verwijzen naar Sint-Pieter, de patroonheilige van Bazel. In Matteüs 16:19 zegt Jezus immers tegen Petrus: "Ik zal je de sleutels van het koninkrijk van de hemel geven." (Nieuwe Bijbelvertaling). De raap is het symbool van het Land van Waas. De vlag van Bazel was van blauw en geel, het blauw aan de stok, evenals de naburige gemeenten Rupelmonde en Temse (bron: Heemkundige Kring Wissekerke[dode link]). Deze kleuren, de zogenaamde rijkskleuren van het Verenigd Koninkrijk der Nederlanden, werden destijds systematisch toegekend wanneer de gemeente in kwestie geen kleuren vermeldde in haar aanvraag.

## Verwante symbolen en wapens

De vlag van de voormalige gemeente Bazel
De raap, symbool van het Waasland
Het wapen van het Verenigd Koninkrijk der Nederlanden, waaraan dat van Rupelmonde zijn kleuren ontleent

Aalst · Aalter · Assenede · Berlare · Beveren-Kruibeke-Zwijndrecht · Brakel · Buggenhout · Deinze · Denderleeuw · Dendermonde · Destelbergen · Eeklo · Erpe-Mere · Evergem · Gavere · Gent · Geraardsbergen · Haaltert · Hamme · Herzele · Horebeke · Kaprijke · Kluisbergen · Kruisem · Laarne · Lebbeke · Lede · Lierde · Lievegem · Lochristi · Lokeren · Maarkedal · Maldegem · Merelbeke-Melle · Nazareth-De Pinte · Ninove · Oosterzele · Oudenaarde · Ronse · Sint-Gillis-Waas · Sint-Laureins · Sint-Lievens-Houtem · Sint-Martens-Latem · Sint-Niklaas · Stekene · Temse · Waasmunster · Wetteren · Wichelen · Wortegem-Petegem · Zele · Zelzate · Zottegem · Zulte · Zwalm

Voormalige gemeentewapens: 
Bazel · Beveren · De Pinte · Kruibeke · Oosteeklo · Rupelmonde · Steendorp · Tielrode